# Madis Timpson
Madis Timpson (ur. 1 października 1974 w Viljandi) – estoński polityk i samorządowiec, w latach 2017–2024 burmistrz Viljandi, w 2024 minister sprawiedliwości.

## Życiorys
W 2001 ukończył studia prawnicze na Uniwersytecie w Tartu. W 2004 wstąpił do Estońskiej Partii Reform. Pracował jako sekretarz administracji miejskiej w Viljandi, a także w gabinetach politycznych ministrów spraw zagranicznych, sprawiedliwości, spraw wewnętrznych i finansów. W latach 2017–2024 sprawował urząd burmistrza swojej rodzinnej miejscowości. W kwietniu 2024 dołączył do trzeciego rządu Kai Kallas, obejmując w nim stanowisko ministra sprawiedliwości. Zakończył urzędowanie w lipcu tego samego roku.